# Ґудзики
Ґудзики (пол. Gudziki) — село в Польщі, у гміні Корше Кентшинського повіту Вармінсько-Мазурського воєводства.
Населення — 32 особи (2011).
У 1975-1998 роках село належало до Ольштинського воєводства.

## Демографія
Демографічна структура станом на 31 березня 2011 року:
|          | Загалом | Допрацездатний вік | Працездатний вік | Постпрацездатний вік |
| -------- | ------- | ------------------ | ---------------- | -------------------- |
| Чоловіки | 15      | 0                  | 10               | 5                    |
| Жінки    | 17      | 4                  | 6                | 7                    |
| Разом    | 32      | 4                  | 16               | 12                   |